# Mithras-Tempel (London)

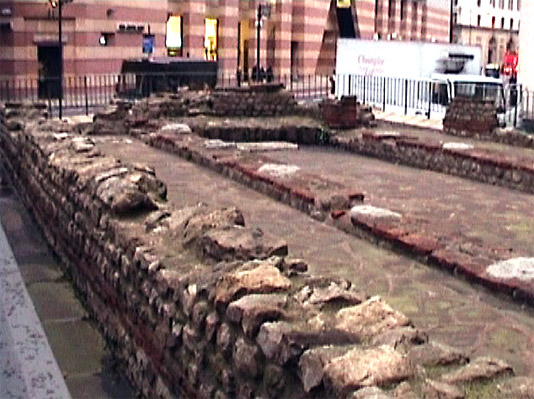
Überreste des Mithräums (vor der Rückversetzung in das Bloomberg-Gebäude)

Der Mithras-Tempel gehört zu den bedeutendsten archäologischen Funden aus der Römerzeit in London. 
Das Heiligtum (genannt Mithräum) war dem Gott Mithras geweiht und wurde 1954 bei Bauarbeiten im Walbrook entdeckt, einer Straße in der City of London. Erbaut wurde das Mithräum Mitte des 3. Jahrhunderts, im frühen vierten Jahrhundert wurde es möglicherweise zu Ehren von Bacchus umgeweiht.

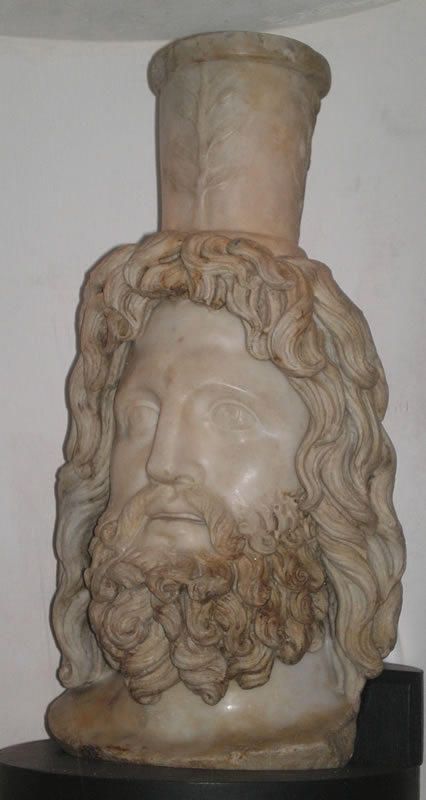
Serapiskopf, der sich im Mithräum fand

Die Ausgrabungen führte der archäologische Dienst des Museum of London durch. Gefunden wurden mehrere aus Italien importierte Götterfiguren aus weißem Marmor wie z. B. von Minerva, Mercurius, Serapis und Mithras selbst sowie vor Ort hergestellte Venus-Figuren aus Lehm.
Ursprünglich stand das Mithräum am östlichen Ufer des Walbrook, eines heute unterirdisch fließenden Baches. Da das Mithräum einem Bauprojekt im Wege stand, wurde die ganze ausgegrabene Anlage um einige Dutzend Meter an die Queen Victoria Street versetzt. Dort konnten die Ruinen ab 1962 im Freien besichtigt werden. Im Rahmen eines Neubaus wurden die Ausgrabungen an die ursprüngliche Stelle im Untergeschoss des neuen Bloomberg-Gebäudes zurückverlegt und in eine 2017 eröffnete neue Ausstellung integriert.